# Gypona hiata
Gypona hiata är en insektsart som beskrevs av Delong och Freytag 1964. Gypona hiata ingår i släktet Gypona och familjen dvärgstritar. Inga underarter finns listade i Catalogue of Life.